# Dépression résistante
La dépression résistante, ou dépression réfractaire aux traitements, est un terme de psychiatrie clinique pour décrire une dépression majeure qui ne répond pas correctement aux protocoles de traitements antidépresseurs sur une certaine durée. Il existe plusieurs définitions de la dépression résistante, mais elles n'englobent pas la résistance aux psychothérapies. Traditionnellement, l'absence de réponse (c'est-à-dire que les symptômes dépressifs ne s'améliorent pas) est considérée comme une résistance au traitement. Néanmoins, de nombreux cliniciens considèrent qu'une réponse est insuffisante si la personne n'obtient pas la rémission totale des symptômes. Certains facteurs sont susceptibles de concourir à une réponse insuffisante : arrêt précoce du traitement, dosage insuffisant des médicaments, non-observance du traitement par le patient, erreur de diagnostic et présence d'autres troubles psychiatriques concomitants. L'expression « dépression résistante » peut aussi s'accompagner d'une précision sur la classe de médicaments auquel le patient ne répond pas (ex : résistance aux ISRS). Face aux dépressions résistantes, des traitements adjuvants comme la psychothérapie, les sels de lithium ou l'aripiprazole présentent de faibles indices d'efficacité.
D'après un article paru dans Actualités sur les maladies dépressives, la résistance aux traitements « serait retrouvée chez 15 à 30 % des sujets souffrant d’un épisode dépressif majeur (EDM) ».
Dans le cas d'une absence de réponse aux traitements médicamenteux, la thérapie de stimulation cérébrale profonde présente des résultats prometteurs. Les zones cibles de la stimulation sont alors le gyrus cingulaire, la capsule interne ou le noyau accumbens. La stimulation cérébrale profonde dans le traitement de la dépression a été mise en œuvre pour la première fois par une neurologue américaine, le Dr Helen S. Mayberg,.

## Facteurs de risques

### Troubles psychiatriques comorbides
Les troubles psychiatriques comorbides passent souvent inaperçus dans le traitement de la dépression. S'ils ne sont pas traités, les symptômes de ces troubles peuvent interférer avec l'évaluation et le traitement.
Les troubles anxieux sont l'un des types de troubles les plus courants associés à la dépression résistante au traitement. Les deux troubles coexistent souvent et présentent des symptômes similaires. Certaines études ont montré que les patients souffrant à la fois de dépression majeure et de trouble panique sont les plus susceptibles de ne pas répondre au traitement.
La toxicomanie peut également être un facteur prédictif d'une dépression résistante au traitement. Il peut amener les patients déprimés à ne pas respecter leur traitement, et les effets de certaines substances peuvent aggraver les effets de la dépression.
Parmi les autres troubles psychiatriques susceptibles de prédire une dépression résistante au traitement figurent le trouble du déficit de l'attention avec ou sans hyperactivité, les troubles de la personnalité, les troubles obsessionnels compulsifs, et les troubles de l'alimentation.

### Troubles médicaux comorbides
Certaines personnes chez qui l'on diagnostique une dépression résistante au traitement peuvent souffrir d'un problème de santé sous-jacent non diagnostiqué qui cause ou contribue à leur dépression. Les maladies endocriniennes telles que l'hypothyroïdie, le syndrome de Cushing et la maladie d'Addison sont parmi les plus fréquemment identifiées comme contribuant à la dépression. D'autres incluent le diabète, les maladies coronariennes, le cancer, le VIH et la maladie de Parkinson.
Un autre facteur est que les médicaments utilisés pour traiter les troubles médicaux comorbides peuvent diminuer l'efficacité des antidépresseurs ou provoquer des symptômes de dépression.

### Caractéristiques de la dépression
Les personnes atteintes de dépression qui présentent également des symptômes psychotiques, tels que des délires ou des hallucinations, sont plus susceptibles de résister au traitement. Une autre caractéristique dépressive qui a été associée à une mauvaise réponse au traitement est la durée plus longue des épisodes dépressifs Enfin, les personnes souffrant d'une dépression sévère et celles qui sont suicidaires sont plus susceptibles de ne pas répondre au traitement antidépresseur.

## Traitements

### Pharmacothérapie
Trois options thérapeutiques médicamenteuses peuvent être utilisés lorsqu'un traitement médicamenteux s'avère inefficace : le changement de médicament, la polythérapie (association de deux types différents d'antidépresseurs), ou l'association d'un  traitement adjuvant (ajout d'un médicament non antidépresseur susceptible d'accroître l'efficacité de l'antidépresseur).

### Autres traitements

#### Électroconvulsivothérapie
La électroconvulsivothérapie n'est généralement considérée comme une option thérapeutique que dans les cas graves de dépression résistante au traitement. Elle est utilisée lorsque les médicaments n'ont pas réussi à améliorer les symptômes de manière répétée, et généralement lorsque les symptômes du patient sont si graves qu'il a été hospitalisé. Il a été montré que l'électroconvulsivothérapie permet de réduire les pensées suicidaires et de soulager les symptômes dépressifs. Elle est associée à une augmentation du facteur neurotrophique dérivé de la lignée des cellules gliales.

#### rTMS
La rTMS (stimulation magnétique transcrânienne répétitive) est progressivement reconnue comme une option thérapeutique précieuse dans la dépression résistante au traitement. Un certain nombre d'essais randomisés contrôlés par placebo ont comparé la rTMS réelle à la rTMS fictive. Ces essais ont systématiquement démontré l'efficacité de ce traitement contre la dépression majeure. Il y a également eu un certain nombre de méta-analyses d'essais randomisés contrôlés.